# Nijazi Azemi
Nijazi Ramush Azemi, ps. Mjekrra, Komandant Mjekrra (ur. 16 czerwca 1970 w Mogili, zm. 26 marca 2001 w Stanevcach) – kosowski żołnierz.

## Życiorys
Po ukończeniu szkoły podstawowej nie kontynuował nauki pomimo dobrych wyników w edukacji; pracował następnie jako stolarz. Odmówił służby w jugosłowiańskiej armii, działając w zamian w ruchu oporu; jego dom był wielokrotnie przeszukiwany przez służby jugosłowiańskie, m.in. czterokrotnie w 1996 roku.
W latach 90. uczestniczył w wojnie w Bośni i Hercegowinie po stronie bośniackiej, następnie walczył w Armii Wyzwolenia Kosowa oraz w Armii Wyzwolenia Preševa, Medveđi i Bujanovaca, w której objął funkcję dowódcy 115. Brygady. Zginął 26 marca 2001 roku w Stanevcach podczas powstania w Dolinie Preševa.

## Upamiętnienie i odznaczenia
Jego imieniem nazwano dowodzoną przez niego brygadę, a także plac miejski w Vitinie.

## Życie prywatne
Jego dziadkiem był Fazli Tërpeza, albański partyzant poległy w 1945 roku w walce z wojskami NOVJ.
Był żonaty, miał czworo dzieci oraz brata Muharrema.